# Danh sách bệnh hiểm nghèo
Bệnh hiểm nghèo là một bệnh nguy hiểm đến tính mạng người bị mắc.
Dưới đây là danh sách bệnh hiểm nghèo do Bộ Tài chính quy định, nhằm xét giảm thuế thu nhập cá nhân theo quy định tại Điều 5 Nghị định số 65/2013/NĐ-CP ngày 27/6/2013. Danh sách này gồm các bệnh:
1. Ung thư
2. Đại dịch HIV/AIDS
3. Phẫu thuật động mạch vành
4. Phẫu thuật thay van tim
5. Phẫu thuật động mạch chủ
6. Đột quỵ/Tai biến mạch máu não
7. Hôn mê
8. Tiểu đường
9. Bệnh xơ cứng rải rác
10. Bệnh xơ cứng teo cơ một bên
11. Bệnh Parkinson
12. Viêm màng não do vi khuẩn
13. Viêm não nặng
14. U não lành tính
15. Loạn dưỡng cơ
16. Bại hành tủy tiến triển
17. Teo cơ tiến triển
18. Viêm đa khớp dạng thấp nặng
19. Hoại thư do nhiễm liên cầu khuẩn tan huyết
20. Thiếu máu bất sản
21. Liệt hai chi
22. Mù hai mắt
23. Mất hai chi
24. Mất thính lực
25. Mất khả năng phát âm
26. Thương tật toàn bộ và vĩnh viễn
27. Suy thận
28. Bệnh nang tủy thận
29. Viêm tụy mãn tính tái phát
30. Suy gan
31. Bệnh Lupus ban đỏ
32. Ghép cơ quan (Ghép tim, Ghép gan, Ghép thận)
33. Bệnh lao phổi tiến triển
34. Bỏng nặng
35. Bệnh cơ tim
36. Bệnh Alzheimer hay sa sút trí tuệ
37. Tăng áp lực động mạch phổi
38. Bệnh rối loạn dẫn truyền thần kinh vận động
39. Chấn thương sọ não nặng
40. Bệnh chân voi
41. Nhồi máu cơ tim lần đầu
42. Ghép tủy
43. Bại liệt
44. Dịch tả, thương hàn
45. Dịch MERS
46. Dịch SARS
47. Ebola
48. Sốt rét
49. Dịch COVID-19